# Joakim Fleming (död 1495)
Joakim Fleming, död 1495 eller 1496, var en svensk storman. 

## Biografi
Joakim Fleming var son till väpnaren Henrik Fleming och Valborg Jönsdotter (Tawast). Han blev 1488 häradsdomare i Vemo härad och 1488 riksråd. Fleming blev 1491 fogde på Åbo slott. Han avled 1495 eller 1496 och begravdes i Nådendals kloster.

### Egendom
Han ägde gårdarna Gammelgård (Sundholm), Qvidja i Pargas socken, Kaskis i Virmo socken, Lepistö storgård i Virmo socken, Yläne i Pöytis socken och Svidja i Sjundeå socken.

### Familj
Fleming var gift med Elin Björsndotter, dotter till häradshövdingen Björn Ragvaldsson i Raseborgs Östra härad och Elin. De fick tillsammans barnen abbedissan Valborg Fleming i Nådendals kloster, Lucia Fleming, amiralen Erik Fleming (1487–1548), häradshövdingen Joakim Fleming, riksrådet Ivar Fleming (död 1548), Elin Fleming och Margareta Fleming.